# Memmenhausen
Memmenhausen ist ein Gemeindeteil von Aichen im schwäbischen Landkreis Günzburg in Bayern. 

## Lage
Das Pfarrdorf ist über die Staatsstraße 2027 zu erreichen.

## Geschichte
Memmenhausen wird 1070 erstmals als welfischer Ministerialensitz erwähnt. Über das Stift St. Moritz in Augsburg kam der Ort um 1615 an die Herrschaft Seifriedsberg. Bis zum Ende des Heiligen Römischen Reichs gab es weitere Besitzerwechsel.
Am 1. Januar 1976 schlossen sich Memmenhausen und Obergessertshausen zur neuen Gemeinde Aichen zusammen.

## Sehenswürdigkeiten

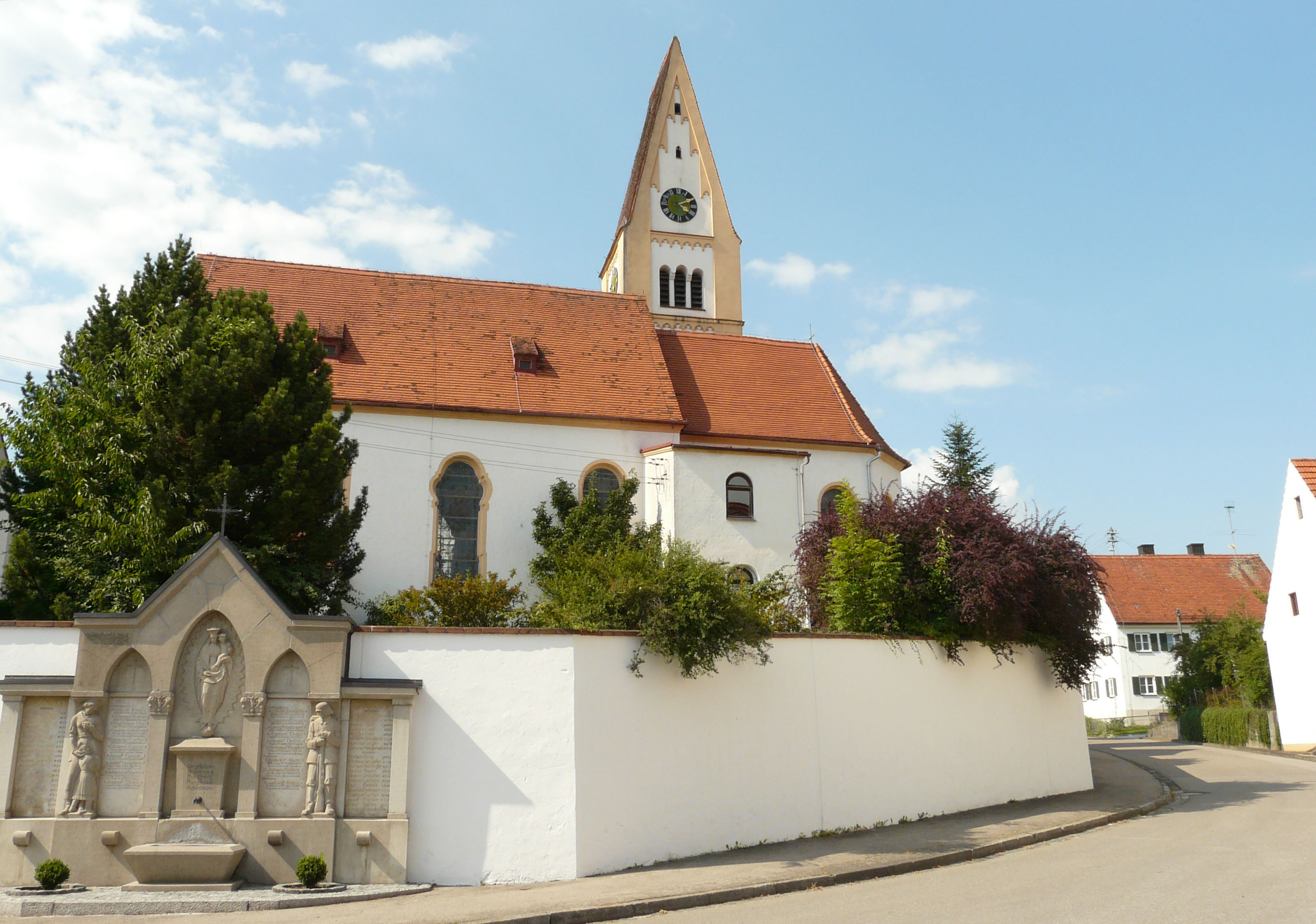
Kirche St. Georg

Siehe auch: Liste der Baudenkmäler in Memmenhausen
- Katholische Pfarrkirche St. Georg
- Kalvarienberg
- Pfarrhaus

## Bodendenkmäler
Siehe: Liste der Bodendenkmäler in Aichen